# Escuela de Farmacia
El requisito primordial para que los farmacéuticos sean considerados para el registro es con frecuencia un título universitario o de posgrado en farmacia de una universidad reconocida. En muchas jurisdicciones, esto implica un curso de cuatro o cinco años con la finalidad de obtener una licenciatura en farmacia o una maestría en farmacia.
En los Estados Unidos desde el 2003, los estudiantes deben de forma obligatoria obtener un título de doctor en farmacia para poder convertirse en farmacéuticos con licencia, y paralelamente se está introduciendo un requisito similar en algunos otros países, como Canadá y Francia. El título de doctor en farmacia normalmente requiere la finalización de cuatro años de estudio en una facultad de farmacia acreditada después de haber cursado una licenciatura u otros cursos previamente aprobados por las autoridades correspondientes.
Para ejercer como profesional farmacéutico, se requiere el registro en la agencia reguladora del país, estado o provincia donde una persona quiera ejercer. A menudo, existe un requisito para que el graduado de farmacia haya completado una cierta cantidad de horas de experiencia en una farmacia bajo la estricta supervisión de un farmacéutico registrado y con experiencia. Si el organismo o ente regulador gobierna todo un país, generalmente se administrará un examen escrito y oral al futuro farmacéutico antes de proceder al registro. Si la jurisdicción se limita exclusivamente a una jurisdicción específica, como un estado o provincia, el examen debe ser administrado mandatoriamente por una junta examinadora del orden nacional.

## Australia
En Australia, un farmacéutico debe completar un curso de Licenciatura en Farmacia por cuatro años y posteriormente debe de realizar una pasantía y exámenes independientes previamente estructurados por las juntas de registro estatales respectivas. Adicionalmente, los graduados deben terminar un curso de capacitación de posgrado aprobado. Es posible la opción de un curso de Maestría en Farmacia (MPharm) de posgrado de dos años para todos aquellos con antecedentes de licenciatura en ciencias o el cumplimiento de requisitos similares.
Desde el 1 de julio de 2010, los farmacéuticos deben encontrarse registrados a nivel nacional con la Autoridad de Registro de Profesionales de la Salud de Australia [AHPRA], siempre y cuando hayan sido registrados con anterioridad por estados individuales (por ejemplo, La Junta de Farmacia de Nueva Gales del Sur, la Junta de Farmacia de Victoria, etc.). Los graduados deben finalizar un año de práctica bajo la supervisión de un farmacéutico registrado y con experiencia. Además, los profesionales deben obtener un curso de capacitación de posgrado aprobado por las autoridades locales. Al cumplir con estos requisitos, los graduados son aptos para rendir el examen de registro que puede incluir, entre otros, componentes escritos y orales.

## Canadá
En Canadá, los farmacéuticos deben haber culminado sus estudios en una licenciatura en farmacia de cuatro años después de completar como mínimo uno o dos años de estudios universitarios con anterioridad. La Universidad de Waterloo exige dos años de estudios preliminares en ciencias básicas.
El título en farmacia se encuentra conformado por dos componentes, cursos y experiencia clínica a través de pasantías y prácticas laborales obligatorias, complementado con la realización de un examen de la junta nacional realizado por la Junta Examinadora de Farmacia de Canadá.